# Claude Niquet
Pour les articles homonymes, voir Niquet.
Claude Niquet, dit l'aîné, est un dessinateur et graveur français né vers 1770 et mort en 1831, marqué par le style néoclassique.

## Biographie
Peut-être le fils de l'éditeur d'estampes parisien Niquet, actif dans les années 1770. Claude a un frère cadet, dont on ignore assurément le prénom, et que l'on appelle « Niquet le jeune »,.
Ses premières estampes apparaissent au Salon de 1793, où est présentée une série intitulée Tableaux gravés de tous les principaux événements de la Révolution française, et où il est associé au « citoyen Lépine, graveur rue Sainte-Hyacinthe ». Dans cette série, se trouve l'eau-forte intitulée Déclaration des droits de l'homme et du citoyen, 1789.
Il reparaît au Salon de 1804. Il est d'abord associé au Cours historique et élémentaire de peinture ou Galerie complète du musée Napoléon édité par Antoine-Michel Filhol, puis à une plus vaste entreprise éditoriale, Le Musée français, qui est le recueil complet des tableaux, statues et bas-reliefs, qui composent la collection nationale, avec l'explication des sujets, et des discours historiques sur la peinture, la sculpture et la gravure, dirigée par Robillard-Péronville et Pierre-François Laurent. Pour le premier recueil, Claude Niquet exécute le fleuron du titre d'après un dessin de Jean-Michel Moreau. 
Au Salon de 1806, mentionné comme « Niquet aîné », il présente deux gravures, La Mort de saint Bruno d'après Eustache Le Sueur, et Le Triomphe de Flore d'après Nicolas Poussin. Il est présent au Salon de 1810 et 1812, mentionné à l'adresse du 7 de la rue des Fossés-Saint-Germain-des-Près. Au Salon de 1819, son adresse devient le 34 de la rue du Dragon. Enfin, en 1826, il présente des gravures à l'exposition d'art et d'industrie de la ville d'Arras.
Il collabore également au recueil de Charles Percier et Pierre Fontaine, Choix des plus célèbres maisons de plaisance de Rome et de ses environs (1809).
Claude et son frère, connus sous le nom collectif de « Niquet Frères », travaillent ensemble sur des gravures d'interprétation, comme Louis XVIII appuyé sur le buste d'Henri IV, d'après un dessin de ce dernier ; on compte aussi des travaux d'après Le Corrège et Raphaël, Abraham Girardet, Eugène Devéria, Louis-François Cassas,...

## Quelques gravures de Claude Niquet

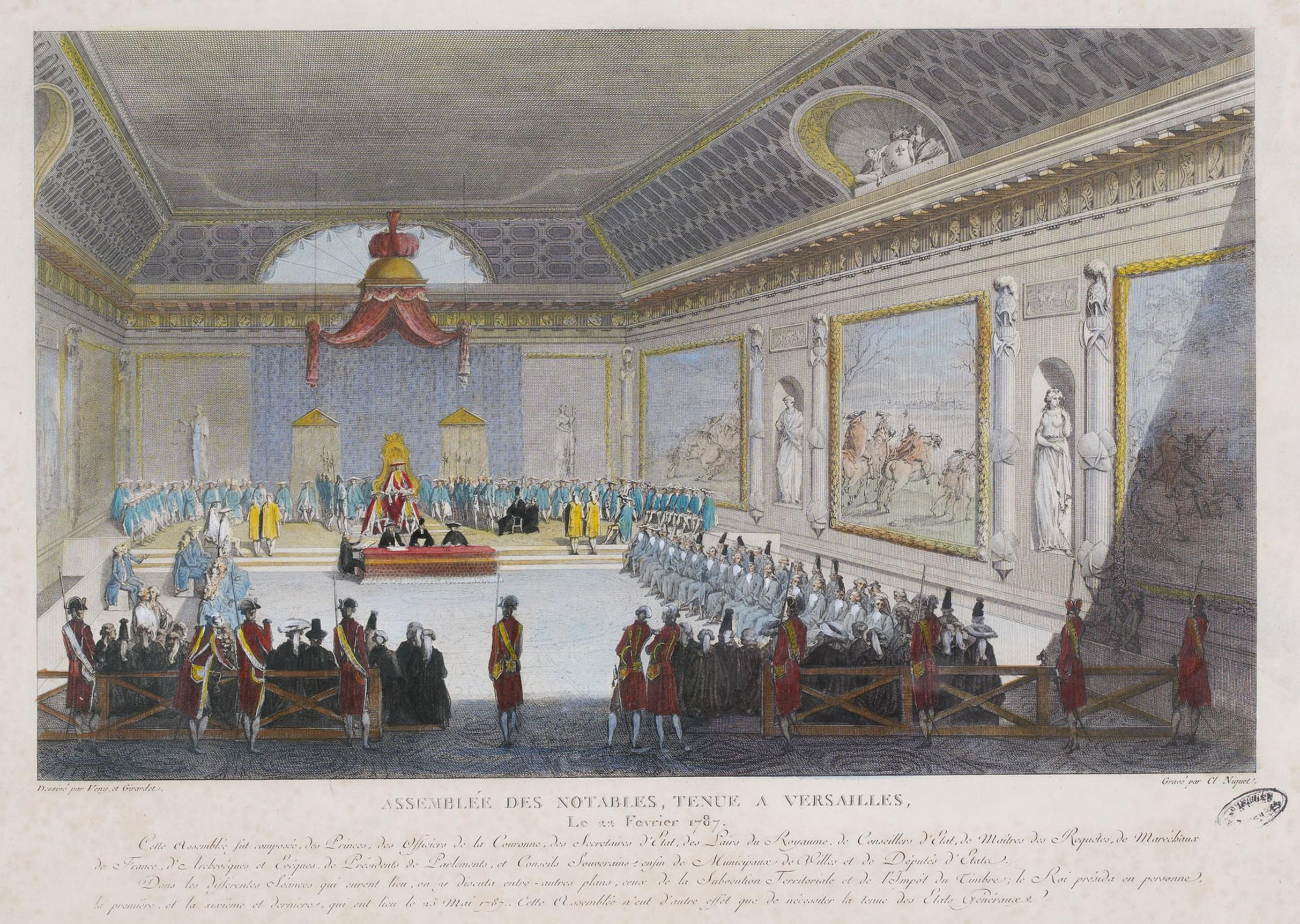
Assemblée des notables du 22 février 1787, estampe au burin mise en couleur, gravée d'après un dessin de Very et Abraham Girardet (fin du XVIIIe siècle).
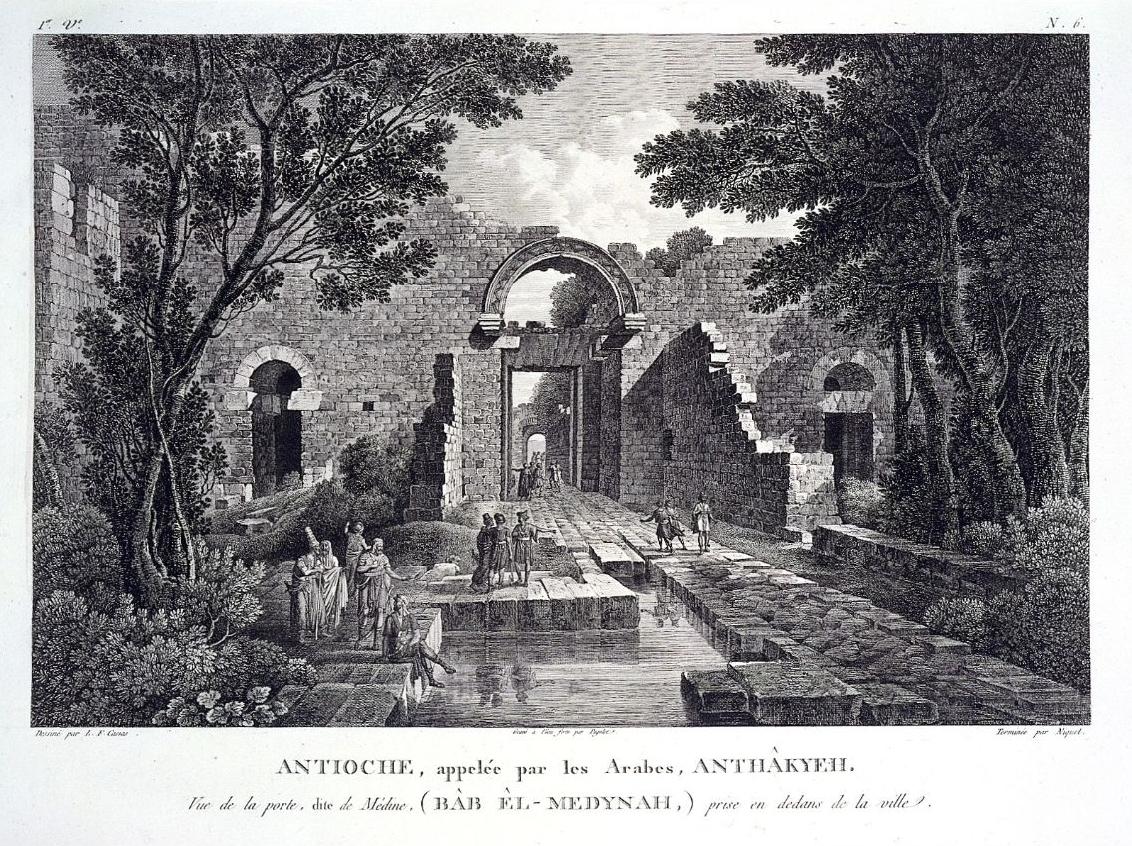
Porte de la Medina, Antioche, d'après Louis-François Cassas (1798).
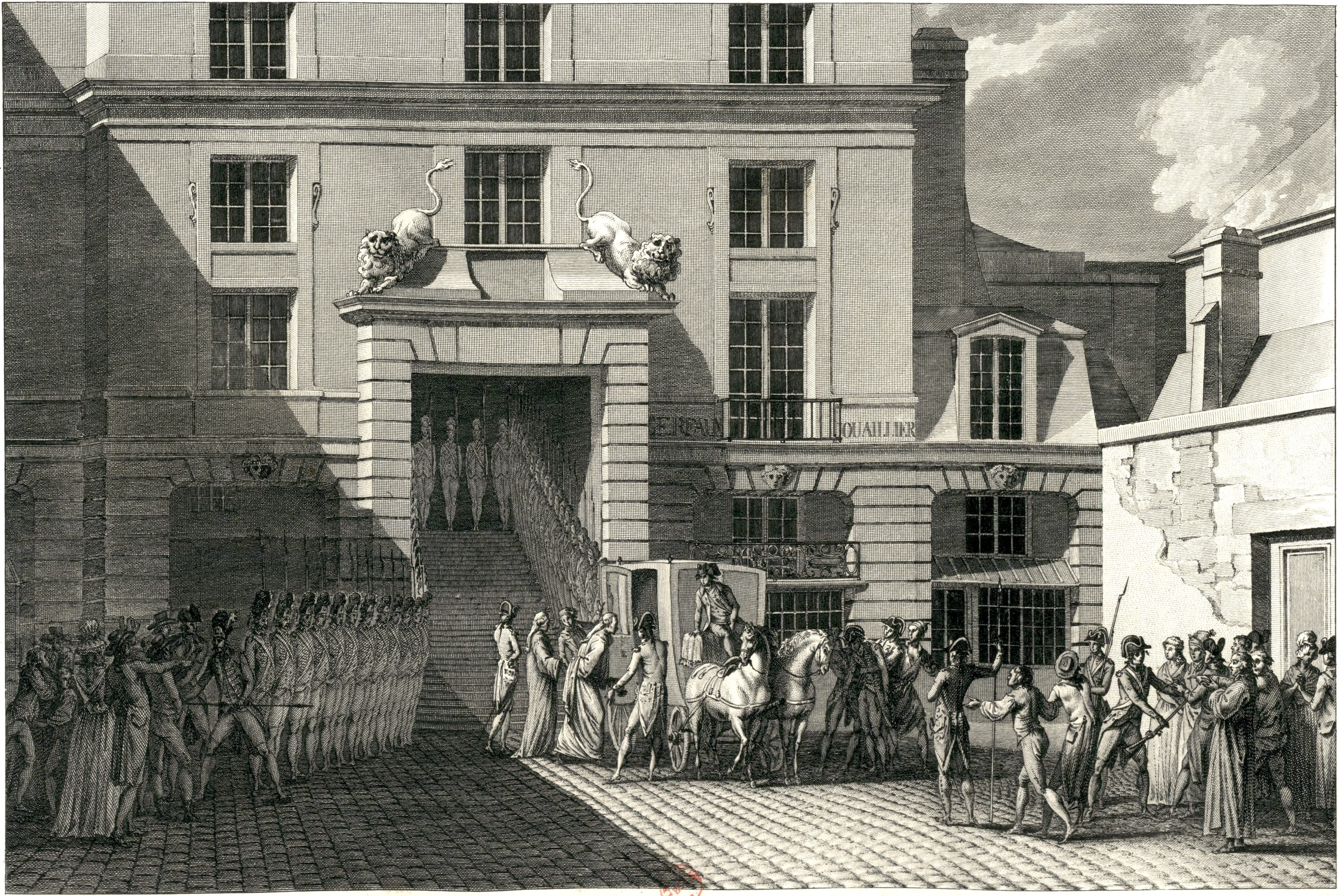
Arrestation de d'Eprémesnil et Goislard le 6 mai 1788, eau-forte et burin, d'après Abraham Girardet (1802).
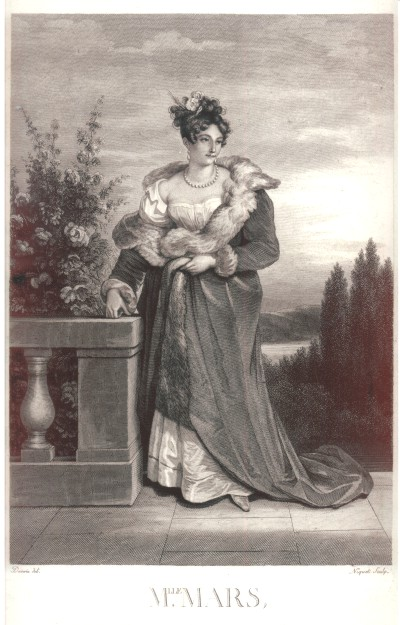
Mlle Mars, gravure sur cuivre d'après Eugène Devéria représentant Mademoiselle Mars (1820).